# باريس-كاممبير 2021
باريس-كاممبير 2021 هو سباق دراجات هوائية من فئة سباق يوم واحد، وهو الموسم رقم 82 من باريس-كاممبير، وأقيم في 15 يونيو 2021، وامتدّ لمسافة 210 كيلومتر، وهو أحد سباقات طواف أوروبا للدراجات 2021، وشارك فيه 100 متسابقاً ووصل إلى نهايته 52 متسابقاً.
فاز بالمركز الأول Dorian Godon ‏، وبالمركز الثاني بيير لوك بيريشون، وبالمركز الثالث جيوفري بوشارد.

## الفرق
| فرق عالمية (4)- AG2R Citroën Team - Cofidis - Groupama-FDJ - Intermarché-Wanty-Gobert Matériaux فرق برو (7)- Alpecin-Fenix - Arkéa-Samsic - 2021 بي آند بي هوتيلز ‏ - بنجوال دبليو بي 2021 ‏ - ديلكو 2021 ‏ - سبورت فلاندرين بالويس 2021 ‏ - Total Direct Énergie فرق قارية (4)- أكاديمية كمبوديا للدراجات 2021 ‏ - إس تي ميشيل-أوبير 93 2021 ‏ - تارتيلتو-ايزوريكس 2021 ‏ - Van Rysel–Roubaix ‏ |  |
| |  |

## التصنيف العام النهائي
| التصنيف العام         | التصنيف العام     | التصنيف العام | التصنيف العام      | التصنيف العام |
| العداء                | العداء            | البلد         | الفريق             | الوقت         |
| --------------------- | ----------------- | ------------- | ------------------ | ------------- |
| 1                     | Dorian Godon ‏     | فرنسا         | AG2R Citroën Team  | 5 س 19 د 08 ث |
| 2                     | بيير لوك بيريشون  | فرنسا         | Cofidis            | + 0 ث         |
| 3                     | جيوفري بوشارد     | فرنسا         | AG2R Citroën Team  | + 46 ث        |
| 4                     | لارس فان دن بيرغ ‏ | هولندا        | Groupama-FDJ       | + 46 ث        |
| 5                     | لورينزو مانزين    | فرنسا         | ديركت إينرجي       | + 55 ث        |
| 6                     | جياني فرميش       | بلجيكا        | Alpecin-Fenix      | + 55 ث        |
| 7                     | أموري كابيو       | بلجيكا        | اركيا سامسيك       | + 55 ث        |
| 8                     | جريج فان أفرمت    | بلجيكا        | AG2R Citroën Team  | + 55 ث        |
| 9                     | Franck Bonnamour ‏ | فرنسا         | B&B Hotels p/b KTM | + 55 ث        |
| 10                    | ناثان هاس         | أستراليا      | Cofidis            | + 55 ث        |
| مصدر: ProCyclingStats |                   |               |                    |               |

## وصلات خارجية
- الموقع الرسمي
- لمحة عن سباق باريس-كاممبير 2021 على موقع  ProCyclingStats   (برو  سايكلنج  ستاتس) - إحصاءات  محترفي  الدراجات.
- باريس-كاممبير 2021 على موقع إحصائيات الدراجات الإحترافية (الإنجليزية)